# Alfonso d'Aragona (vescovo)
Alfonso d'Aragona (1460 – 1510) era un figlio illegittimo del re di Napoli Ferdinando I e figlio adottivo della regina Carlotta di Cipro, fu pretendente al trono di Cipro e Gerusalemme (col titolo di principe di Galilea) e poi vescovo di Chieti.

## Biografia
Era uno dei numerosi figli illegittimi che Ferdinando I di Aragona ebbe dalla sua favorita, Piscicella Piscicelli.
Dopo l'insurrezione a Cipro del 14 novembre 1473, quando un gruppo di nobili catalani, guidati dall'Arcivescovo di Nicosia, aveva assalito il palazzo reale deponendo la regina Caterina Cornaro, gli insorti offrirono il trono ad Alfonso.
Alfonso infatti aveva sposato poco tempo prima Carlotta di Lusignano (1468-1480), figlia illegittima di Giacomo II: in virtù di questo matrimonio, aveva assunto il titolo di principe di Galilea e rivendicato per sé l'eredità della casa di Lusignano (il cognato Giacomo III, fratellastro di Carlotta, morto comunque nel 1474, era illegittimo).
La sua giovane sposa fu catturata dagli avversari della regina e morì in cattività poco prima del suo dodicesimo compleanno. Vedovo, nel 1480, Alfonso tentò di sposare Caterina Cornaro, vedova a sua volta di Giacomo II, ma la Repubblica di Venezia ostacolò i suoi piani, fece abdicare Caterina e la fece ritirare ad Asolo (1489).
Nel 1488 venne eletto vescovo di Chieti e, pur non essendo mai stato consacrato, ricoprì la carica fino al 17 marzo 1497.
Successivamente, nel 1503, divenne Archimandrita di Messina e Barone di Savoca, succedendo a Leonzio II Crisafi.
Morì nel 1510.

## Ascendenza
|                                 |   |                              | Genitori                     |  |  | Nonni |  |  | Bisnonni                         |  |  | Trisnonni                      |  |
|                                 |   |                              |                              |  |  |       |  |  | Ferran I, re d'Aragona e Sicilia |  |  | Juan I, re di Castiglia e León |  |
|                                 |   |                              |                              |  |  |       |  |  | Ferran I, re d'Aragona e Sicilia |  |  | Juan I, re di Castiglia e León |  |
|                                 |   | Elionor d'Aragó i de Sicília |                              |  |  |       |  |  | Ferran I, re d'Aragona e Sicilia |  |  |                                |  |
| Alfons V, re d'Aragona e Napoli |   |                              |                              |  |  |       |  |  | Ferran I, re d'Aragona e Sicilia |  |  |                                |  |
|                                 |   | Leonor de Alburquerque       | Sancho, conte d'Alburquerque |  |  |       |  |  |                                  |  |  |                                |  |
|                                 |   | Leonor de Alburquerque       | Sancho, conte d'Alburquerque |  |  |       |  |  |                                  |  |  |                                |  |
|                                 |   | Leonor de Alburquerque       | Beatriz de Portugal          |  |  |       |  |  |                                  |  |  |                                |  |
| Ferran I, re di Napoli          |   | Leonor de Alburquerque       |                              |  |  |       |  |  |                                  |  |  |                                |  |
|                                 |   | Enrico Carlino               | …                            |  |  |       |  |  |                                  |  |  |                                |  |
|                                 |   | Enrico Carlino               | …                            |  |  |       |  |  |                                  |  |  |                                |  |
|                                 |   | Enrico Carlino               | …                            |  |  |       |  |  |                                  |  |  |                                |  |
| Gueraldona Carlino              |   | Enrico Carlino               |                              |  |  |       |  |  |                                  |  |  |                                |  |
|                                 |   | Isabella Carlino             | …                            |  |  |       |  |  |                                  |  |  |                                |  |
|                                 |   | Isabella Carlino             | …                            |  |  |       |  |  |                                  |  |  |                                |  |
|                                 |   | Isabella Carlino             | …                            |  |  |       |  |  |                                  |  |  |                                |  |
| Alfonso d'Aragona               |   | Isabella Carlino             |                              |  |  |       |  |  |                                  |  |  |                                |  |
|                                 | … | …                            |                              |  |  |       |  |  |                                  |  |  |                                |  |
|                                 | … | …                            |                              |  |  |       |  |  |                                  |  |  |                                |  |
|                                 | … | …                            |                              |  |  |       |  |  |                                  |  |  |                                |  |
| …                               | … |                              |                              |  |  |       |  |  |                                  |  |  |                                |  |
|                                 |   | …                            | …                            |  |  |       |  |  |                                  |  |  |                                |  |
|                                 |   | …                            | …                            |  |  |       |  |  |                                  |  |  |                                |  |
|                                 |   | …                            | …                            |  |  |       |  |  |                                  |  |  |                                |  |
| Piscicella Piscicelli           |   | …                            |                              |  |  |       |  |  |                                  |  |  |                                |  |
|                                 |   | …                            | …                            |  |  |       |  |  |                                  |  |  |                                |  |
|                                 |   | …                            | …                            |  |  |       |  |  |                                  |  |  |                                |  |
|                                 |   | …                            | …                            |  |  |       |  |  |                                  |  |  |                                |  |
| …                               |   | …                            |                              |  |  |       |  |  |                                  |  |  |                                |  |
|                                 |   | …                            | …                            |  |  |       |  |  |                                  |  |  |                                |  |
|                                 |   | …                            | …                            |  |  |       |  |  |                                  |  |  |                                |  |
|                                 |   | …                            | …                            |  |  |       |  |  |                                  |  |  |                                |  |
|                                 |   | …                            |                              |  |  |       |  |  |                                  |  |  |                                |  |